# Ricardo Sánchez (político)
Ricardo Ignacio Sánchez Mujica (nacido el 16 de julio de 1983) es un político venezolano, reservista y exdirigente estudiantil, fue diputado a la Asamblea Nacional Constituyente de Venezuela. Fue elegido como diputado suplente de María Corina Machado en las elecciones parlamentarias de Venezuela de 2010, en representación del partido Un Nuevo Tiempo. En noviembre de 2012, Sánchez fue uno de los tres legisladores suplentes de la oposición que se separaron de la coalición opositora Mesa de la Unidad Democrática. Es el secretario general de Alianza para el Cambio y constituyente por el estado Miranda".Actualmente funge como Ministro de Educación Universitaria de Venezuela.

## Biografía
Sánchez fue elegido Presidente de la Federación de Centros Universitarios (FCU) de la Universidad Central de Venezuela en 2007 y reelecto en 2008, y además fue uno de los líderes más prominentes de los estudiantes durante las protestas contra el cierre de RCTV en 2007 y el referéndum constitucional de Venezuela de ese mismo año. En 2008 Sánchez fue nombrado por el Consejo Económico y Social de las Naciones Unidas como embajador de la Juventud para la promoción de la paz en las Américas.
En enero de 2011 es elegido diputado suplente de María Corina Machado por el estado Miranda siendo dirigente estudiantil de UNT para el periodo 2011-2016. en octubre de 2012 se retira de la Mesa de la Unidad Democrática, acusando a sus dirigentes de actuar de forma "abusiva" y "arbitraria", junto a otros parlamentarios Carlos Vargas y Andrés Avelido, suplentes de Rodolfo Rodríguez (integrante de la Comisión de Contraloría) y Edgar Zambrano (integrante de la Comisión Permanente de los Pueblos Indígenas).  En marzo de 2013 Ricardo Sánchez es fuertemente criticado cuando asiste al acto de juramentación de Nicolás Maduro como presidente encargado de Venezuela, siendo expulsado de UNT formalizan en 2013 “Alianza para el cambio” donde podrán participar en las elecciones municipales del próximo 8 de diciembre de 2013.
En el año 2015 se lanza como diputado a la Asamblea Nacional por el Gran Polo Patriótico (GPP) y pasa a las filas del chavismo. Posteriormente en 2016 participó en los ejercicios militares que se llevaron a cabo el 22 de mayo en todo el territorio nacional, como parte de la "preparación para la batalla contra el imperio".